# Келли, Клэр (актриса)
Клэр Ке́лли (англ. Claire Kelly; Пустой шаблон {{ВД-Преамбула}} ) — американская актриса кино и телевидения, также имела некоторую известность как модель.

## Биография
Клэр Энн Грин (настоящее имя актрисы) родилась 15 марта 1934 (согласно некоторым источникам — 1937) года в Сан-Франциско (Калифорния, США). Её отец был преуспевающий патрон, поэтому он выделил средства, чтобы его дочь получила образование в известной театральной школе Neighborhood Playhouse School of the Theatre в Нью-Йорке. Во второй половине 1950-х годов Клэр была моделью в Майами (Флорида), появилась на первых обложках нескольких журналов, в частности, McCall’s. С 1955 года девушка, взявшая себе псевдоним Клэр Келли, начала сниматься в кино и на телевидении. Всего за 17 лет кинокарьеры (1955—1972) она появилась в 14 фильмах (в двух из них без указания в титрах) и 15 телесериалах.
Клэр Келли скончалась 1 июля 1998 года в городе Палм-Спрингс (Калифорния).

### Личная жизнь
Клэр Келли была замужем четыре раза.
1. Джордж Деуитт (1922—1979), певец, комик и телеведущий. Брак продолжался с 1951 по 1955 год[1]. Развод, один ребёнок, сын, которого назвали Николас Кристофер. 3-й летний Николас умер 6 ноября 1954 года от редкого анестетического заболевания. 3 ноября Клэр с семьёй была в гостях у известного боксёра Вилли Пепа. Там ребёнка в губу укусил его кокер-спаниель Дьюк. Мальчика немедленно доставили в больницу, где врачи наложили 25 швов, после чего, от применённой докторами анестезии, у него отказали лёгкие. Николаса немедленно подключили к «железному лёгкому», но всё равно через три дня он скончался.
2. Перри Лопес[англ.] (1929—2008), актёр кино и телевидения. Брак продолжался с марта 1960 года по 1961 год. Развод, детей нет[2].
3. Роберт Кенастон (? — 1995), банкир. Брак продолжался с 21 октября 1961 года по 1963 год. Развод, один ребёнок.
4. Роберт Мёрфи, богач. Брак заключён после 1963 года и продолжался до самой смерти актрисы в 1998 году. Детей нет.

Кроме того, известно о близких отношениях Келли с Лансом Ревентлоу (1936—1972), автогонщиком, богачом, наследником сети F. W. Woolworth Company. В своё время она отклонила ухаживания принца Эли Хана (1911—1960), жокея, заводчика породистых лошадей и посла Пакистана в ООН («он был неуклюж»); и Элвиса Пресли (1935—1977) («он был просто ребёнок»).

## Избранная фильмография
Широкий экран
- 1955 — Сын Синдбада[англ.] / Son of Sinbad — татарка (в титрах не указана)
- 1956 — Всё лучшее в жизни — бесплатно[англ.] / The Best Things in Life Are Free — танцовщица (в титрах не указана)
- 1956 — Корпорация «Скандал»[англ.] / Scandal Incorporated — Джун Трэппинг
- 1957 — Сноуфайр[англ.] / Snowfire — Кэрол Хэмптон
- 1958 — Подводный воин[англ.] / Underwater Warrior — Энн Уиннмор
- 1958 — Высшая справедливость[англ.] / The Badlanders — Эйда Уинтон
- 1958 — Девушка с вечеринки / Party Girl — Женевьева Фаррелл
- 1959 — Спросите любую девушку[англ.] / Ask Any Girl — Лайза
- 1965 — Незабвенная / The Loved One — хозяйка похоронного бюро «Шелестящий дол»
- 1967 — Руководство для женатого мужчины / A Guide for the Married Man — Харриет Стэндер
- 1969 — Что случилось с тётушкой Элис?[англ.] / What Ever Happened to Aunt Alice? — Элва

Телевидение
- 1955 — Шоу Боба Каммингса[англ.] / The Bob Cummings Show — в роли самой себя (в эпизоде The Wolf Sitter)
- 1956 — Выбор народа[англ.] / The People's Choice — Мелинда (в эпизоде Aunt Gus Leaves Sock)
- 1956 — Кингс-Роу[англ.] / Kings Row — Маленький Египет (в эпизоде Carnival)
- 1959 — Северо-западный проход[англ.] / Northwest Passage — Люси (в эпизоде The Killers)
- 1960 — Канатоходец[англ.] / Tightrope! — Линда Костейн (в эпизоде Three to Make Ready)
- 1960 — Отец-холостяк[англ.] / Bachelor Father — Лора Эванс (в эпизоде Kelly and the College Man)
- 1960 — Техасец[англ.] / The Texan — Гейл Хеншо (в эпизоде Lady Tenderfoot)
- 1961 — Сёрфсайд 6[англ.] / Surfside 6 — Пэт Уилер (в эпизоде Ghost of a Chance)
- 1964—1965 — Правосудие Бёрка[англ.] / Burke's Law — разные роли (в 2 эпизодах)
- 1967 — The Monkees — доктор Систерс (в эпизоде Monkees Get Out More Dirt)
- 1969 — ФБР / The F.B.I. — секретарь (в эпизоде Gamble with Death)